# 王全
王全（1959年—），北京市人，北京市怀柔区渤海镇北沟村党支部书记。中华人民共和国政治人物、第十二届全国人民代表大会北京地区代表。
早年加入中国共产党。2013年，被选为全国人大代表。2018年2月24日，当选为第十三届全国人大代表。